# Prünstfehlburg
Prünstfehlburg ist ein Ortsteil der Gemeinde Haibach und eine Gemarkung im niederbayerischen Landkreis Straubing-Bogen.

## Geographie
Das Dorf liegt auf einer Höhe von etwa 550 m ü. NHN am südöstlichen Hangfuß des Gallners nördlich der Kreisstraße SR 13.

## Geschichte

### Ehemalige Gemeinde
Die ehemalige Gemeinde Prünstfehlburg wurde 1971 vollständig nach Haibach eingemeindet.

### Ortsteile der ehemaligen Gemeinde Maiszell
| - Biel - Bielberg - Hitzenberg - Krottenholz - Maierhofen | - Neurimmersdorf - Obergrub - Obermühl - Pirkmühl - Prünstfehlburg | - Recksberg - Redlingsfurth - Tempelhof - Untergrub |

Historisch gab es bis etwa 1861 noch den Ortsteil Obergrubhäusl. Stockhaus, heute in der Gemeinde Konzell, gehörte bis etwa 1871 zur Gemeinde.

### Einwohnerentwicklung
| Jahr                              | 1840 | 1852 | 1861 | 1867 | 1871 | 1875 | 1885 | 1900 | 1925 | 1950 | 1961 | 1970 | 1987 |
| --------------------------------- | ---- | ---- | ---- | ---- | ---- | ---- | ---- | ---- | ---- | ---- | ---- | ---- | ---- |
| Einwohner Gemeinde Prünstfehlburg | 249  | 244  | 248  | 296  | 285  | 275  | 311  | 323  | 305  | 365  | 333  |      |      |
| Einwohner Ort Prünstfehlburg      |      |      | 36   |      | 45   | 44   | 51   | 76   | 40   | 51   | 45   | 49   | 44   |